# Stef Hendriks
Stef Hendriks (22 oktober 1973) is een voormalig Nederlands voetballer die van in het seizoen 1992/93 onder contract stond bij FC Zwolle en in het seizoen 1996/97 bij SC Heracles '74. Hij speelde als verdediger.

## Statistieken
| Seizoen | Club            | Land      | Competitie     | Wed. | Goals |
| ------- | --------------- | --------- | -------------- | ---- | ----- |
| 1992/93 | FC Zwolle       | Nederland | Eerste divisie | 15   | 0     |
| 1996/97 | SC Heracles '74 | Nederland | Eerste divisie | 23   | 1     |
| Totaal  | Totaal          | Totaal    | Totaal         | 38   | 1     |